# Тюль (тканина)

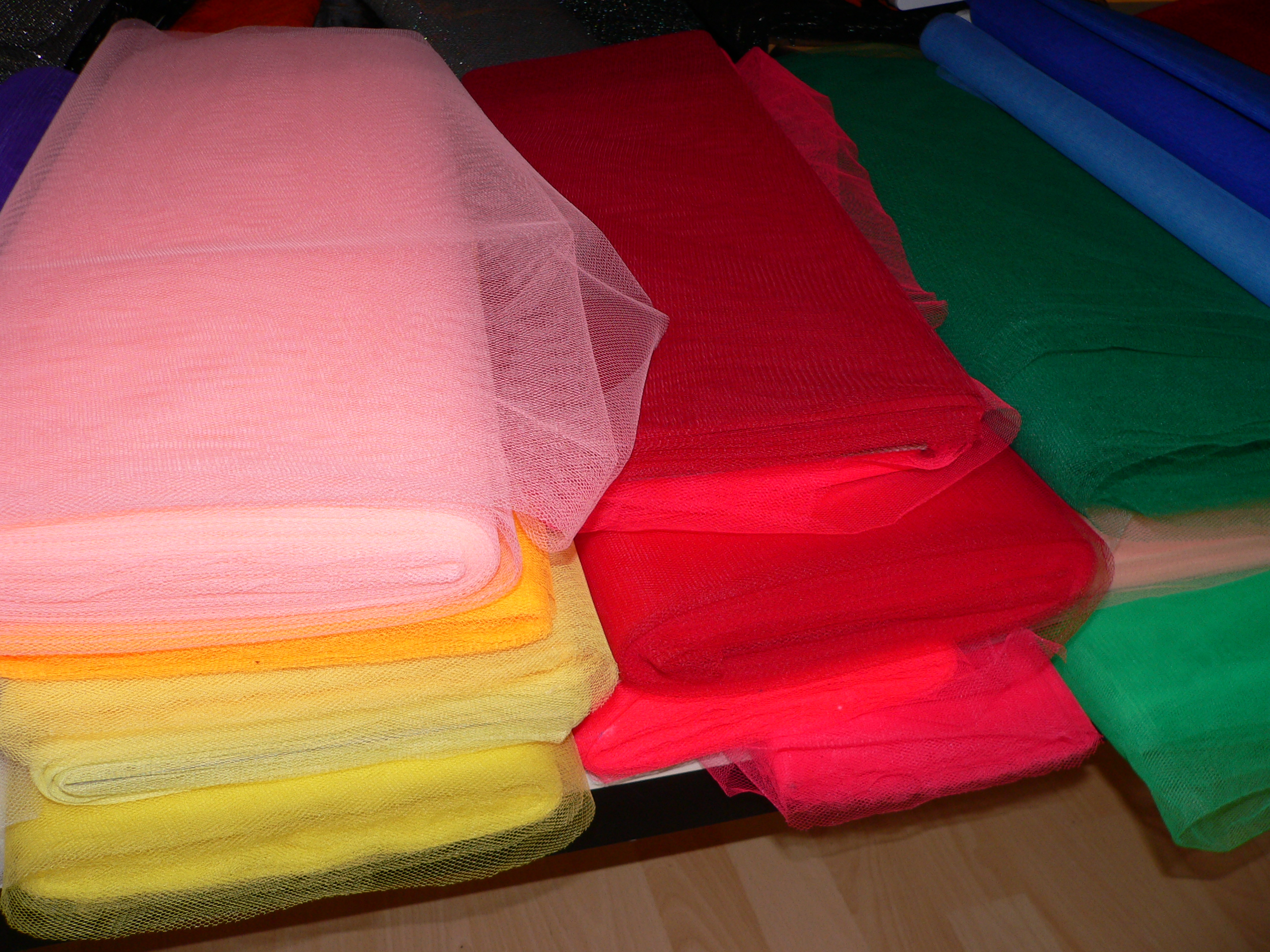
Згортки різнокольорового тюлю

Тюль (фр. tulle, від назви французького міста Тюль, Tulle) — легка прозора сітчаста гладка чи візерунчаста тканина (бавовняна, напівшовкова та ін.)
Гладкий тюль виробляють з двох систем ниток на тюлевих машинах. Він використовується для виготовлення і оброблення жіночих суконь і білизни, а також штучних виробів (сіток, вишивок та ін.).
Візерунчастий чи гардинний тюль виробляють на гардинних чи мереживних машинах. Він вживається для завіс, покривал, накидок та ін.
Завіси та штори з тюлю потребують бережного догляду: прати тюль необхідно в щадному режимі при температурі не вище, ніж 40°C.